# Kotkan Titaanit
Kotkan Titaanit ist ein 1974 gegründeter finnischer Eishockeyklub aus Kotka. Die Mannschaft spielt in der Suomi-sarja und trägt ihre Heimspiele in der Ilona Areena aus.

## Geschichte
Der Verein wurde 1974 gegründet. Kotkan Titaanit nahm in der Saison 1995/96 erstmals an der I-divisioona, der damaligen zweiten finnischen Spielklasse, teil. Bereits in der folgenden Spielzeit stieg die Mannschaft jedoch wieder in die drittklassige II-divisioona ab. Ab der Saison 2000/01 spielte das Team in der Suomi-sarja, der neuen dritten finnischen Spielklasse. In der Saison 2006/07 wurde Titaanit Meister der Suomi-sarja und stieg anschließend in der Relegation in die zweitklassige Mestis auf. Bereits im zweiten Mestis-Jahr stieg Kotka in der Saison 2008/09 wieder in die Suomi-sarja ab. Ein Jahr später folgte sogar der Abstieg in die viertklassige II-divisioona. Seit der Saison 2012/13 tritt Titaanit wieder in der Suomi-sarja an.

## Bekannte Spieler
- Jari Multanen
- Marko Suvelo